# Cébazan
Cébazan is een gemeente in het Franse departement Hérault (regio Occitanie) en telt 442 inwoners (2005). De plaats maakt deel uit van het arrondissement Béziers.

## Geografie
De oppervlakte van Cébazan bedraagt 13,0 km², de bevolkingsdichtheid is 34,0 inwoners per km².
De onderstaande kaart toont de ligging van Cébazan met de belangrijkste infrastructuur en aangrenzende gemeenten.

## Demografie
Onderstaande figuur toont het verloop van het inwonertal (bron: INSEE-tellingen).